# شركة ويكفيرن للأغذية
شركة ويكفيرن للأغذية هي شركة أمريكية تأسست عام 1946 ويقع مقرها في كيسبي، نيو جيرسي. إنها أكبر مجموعة تعاونية لتجار التجزئة من محلات السوبر ماركت ورابع أكبر تعاونية من أي نوع في الولايات المتحدة. كانت ويكفيرن أكبر صاحب عمل خاص في نيوجيرسي في عام 2018، حيث بلغ عدد موظفيها 40200 موظف. اعتبارًا من عام 2023، تضم ويكفيرن 48 شركة عضو تمتلك وتدير 365 سوبر ماركت،  تحت العلامات التجارية شوب رايت و برايس رايت سوبر ماركت و ذا فريش جروسر "البقال الطازج" وسوق ديربورن و جورميت جراج و فير واي ماركت في نيوجيرسي. ونيويورك وكونيتيكت وبنسلفانيا وميريلاند وديلاوير وماساتشوستس ونيو هامبشاير ورود آيلاند.